# Coleophora lusciniaepennella
Coleophora lusciniaepennella là một loài bướm đêm thuộc họ Coleophoridae. Nó được tìm thấy ở châu Âu.

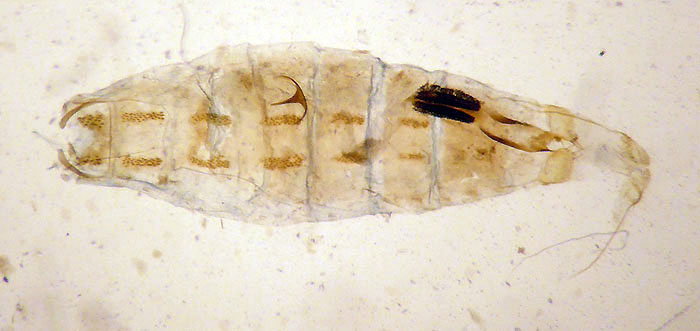

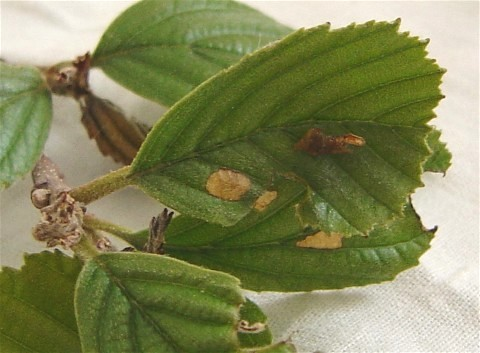
Damage

Sải cánh dài 10-13,5 mm. Con trưởng thành bay từ tháng 6 đến tháng 7 tùy theo địa điểm.
Ấu trùng ăn Willow, Myrica gale và sometimes Birch.

## Hình ảnh

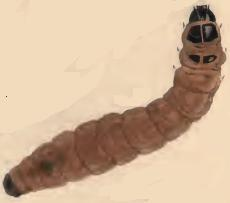
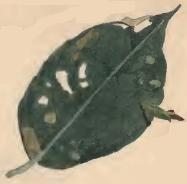